# Calvay
Hay dos pequeñas y deshabitadas islas denominadas Calvay, localizadas cerca de la costa de la isla de North Uist, en el archipiélago de las Hébridas Exteriores, Escocia. 
La isla más meridional está situada en el estrecho de Eriskay. Fue en sus inmediaciones donde el barco SS Politician discurrió con su carga de whisky en 1941. 
La otra se encuentra ubicada ante la boca del Loch Boisdale, a unos 7 km al norte. La isla alberga un faro y las ruinas de un antiguo castillo.
- Datos: Q2934528
- Multimedia: Calbhaigh, Sound of Eriskay / Q2934528